# Saint-Symphorien-de-Thénières
Saint-Symphorien-de-Thénières è un comune francese di 251 abitanti situato nel dipartimento dell'Aveyron nella regione dell'Occitania.

## Società

### Evoluzione demografica
Abitanti censiti